# 전쟁 사진

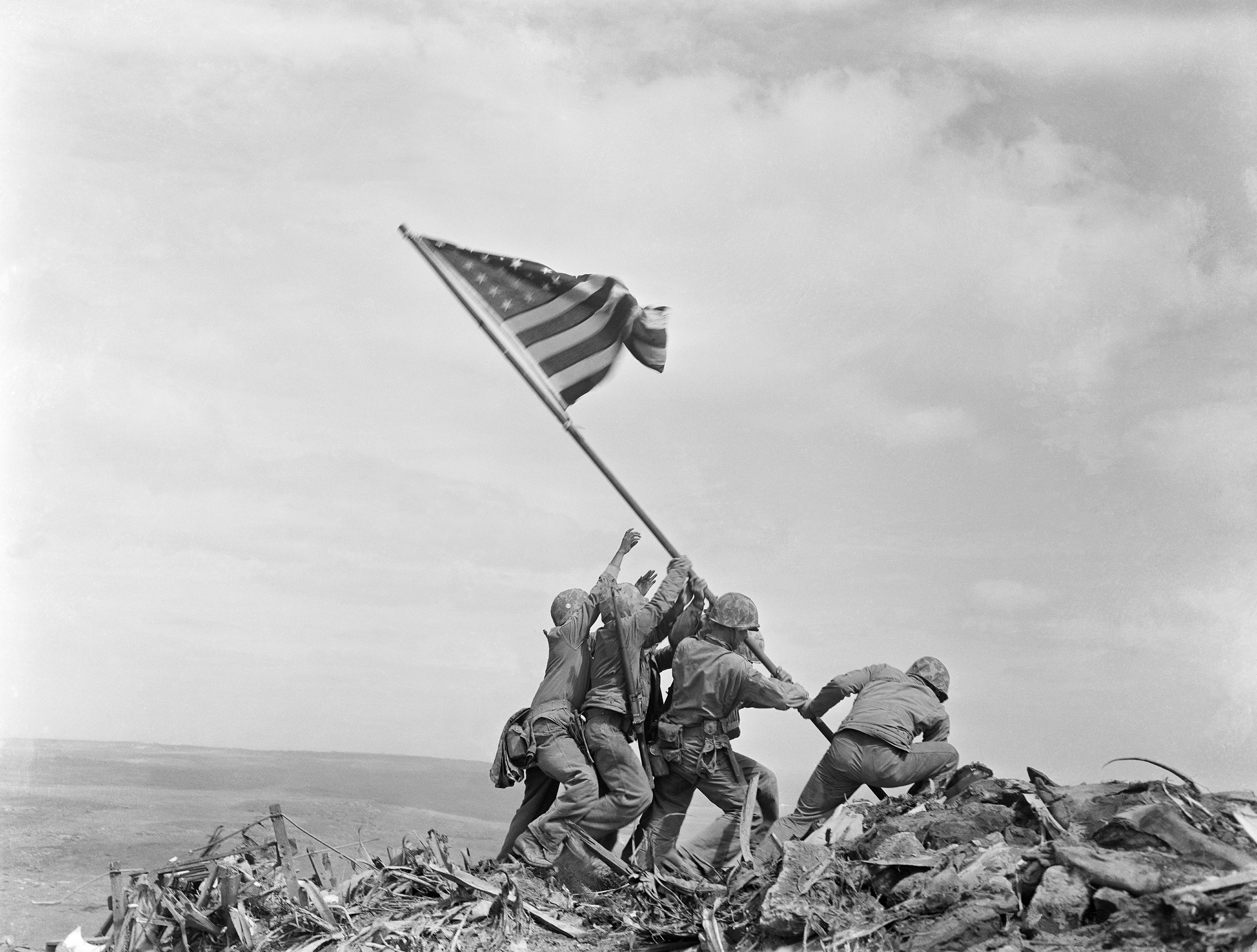
1945년 2월 23일에 촬영된 <이오지마의 성조기(Raising the Flag on Iwo Jima)> 대표적인 전쟁 사진으로 꼽힌다.

전쟁 사진(戰爭寫眞, war photography)은 전쟁을 소재로 한 사진이며, 전쟁이 사람과 장소에 미치는 영향을 사진에 담는 것이다. 전쟁 사진은 포토저널리즘(Photojournalism)의 한 갈래이며, 전쟁을 전달하는 가장 정확한 매체로서 일반 대중에게 전황을 전달하는 등 정보를 제공하는 것을 가장 큰 목적으로 삼는다.

## 전쟁 사진의 개념[2]
전쟁 사진은 전쟁을 전달하는 가장 정확한 매체로서, 일반 대중에게 전황을 전달하는 등 정보를 제공하는 것을 가장 큰 목적으로 삼는, 전쟁의 모습을 담은 사진이다. 전쟁 사진은 크림 전쟁 때 첫 등장했고, 1860년대 초 미국의 남북 전쟁을 통해 하나의 유형으로 자리 잡았다. 이러한 전쟁 사진은 정보 전달의 목적 외에도 국민의 전쟁에 대한 부정적인 여론을 잠재우고 참전을 독려하는 등 프로파간다의 용도로 사용되기도한다.

## 전쟁 사진의 역사[2]

### 전쟁 사진의 등장

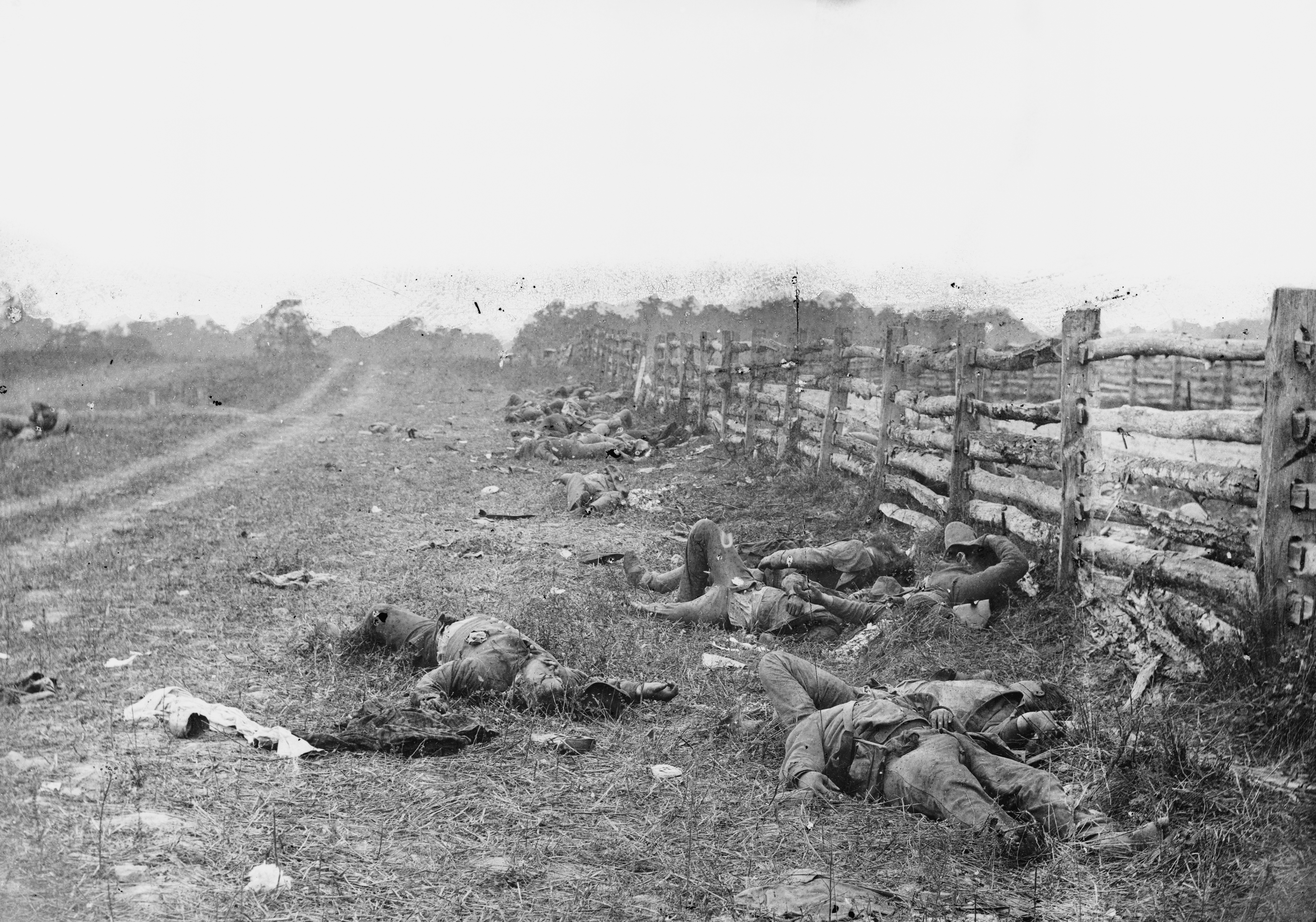
1862년 엔티텀 전투 후에 촬영된 시체들. 알렉산더 가드너(Alexander Garnder, 스코틀랜드의 사진작가)에 의해 촬영되었다. 전쟁의 정적인 장면을 촬영한 대표적 사례이다.

1830년대 사진 기술이 발명되면서 전쟁의 모습을 사진에 담아 전쟁 외부, 혹은 내부로 전달할 수 있는 가능성이 인식되기 시작했다. 그러나 사진 기술의 한계로 짧은 순간의 촬영이 제한되어 전쟁의 동적인 순간을 담기 어려웠다. 그렇기에 전쟁 사진 초기에는 전쟁의 동적인 순간보다, 전투 후의 요새, 군인, 전장 등 전쟁의 정적인 측면을 담은 사진이 주를 이루었다.
최초의 전쟁 사진 사례는 1847년 멕시코-미국 전쟁 동안 이름을 알 수 없는 사진가가 전쟁 사진을 촬영했던 것이다.
최초로 이름이 알려진 전쟁 사진가는 영국인 의사인 존 맥코시(Jhon McCosh)로 여겨진다. 그는 1848년부터 1849년까지 제2차 영국-시크 전쟁을 사진으로 기록했으며  동료 군의관, 전장의 주요 인물, 부대 관리자와 그들의 아내와 딸 등이 주된 피사체였다. 존 맥코시(Jhon McCosh)는 이후 제2차 영국-미얀마 전쟁에서 전쟁 사진을 촬영하기도 했다.존 맥코시(Jhon McCosh) 외에도 알렉산더 반스 에그뉴(Alexander Vans Agnew, 동인도 회사 공무원),  휴 고프(Hugh Gough, 전 영국 육군 장교), 찰스 제임스 네이피어 경(Sir Charles James Napier, 전 영국 육군 소장), 데완 물라즈(Dewan Mulraz)가 지역 주민과 건축물, 파괴된 지형 등을 피사체로 전쟁 사진을 촬영하였다.  이러한 전쟁 사진 촬영의 사례들은 공식적으로 이루어진 것이 아닌 개인적으로 이루어진 비공식적인 촬영이었다.

### 첫 공식 전쟁 사진

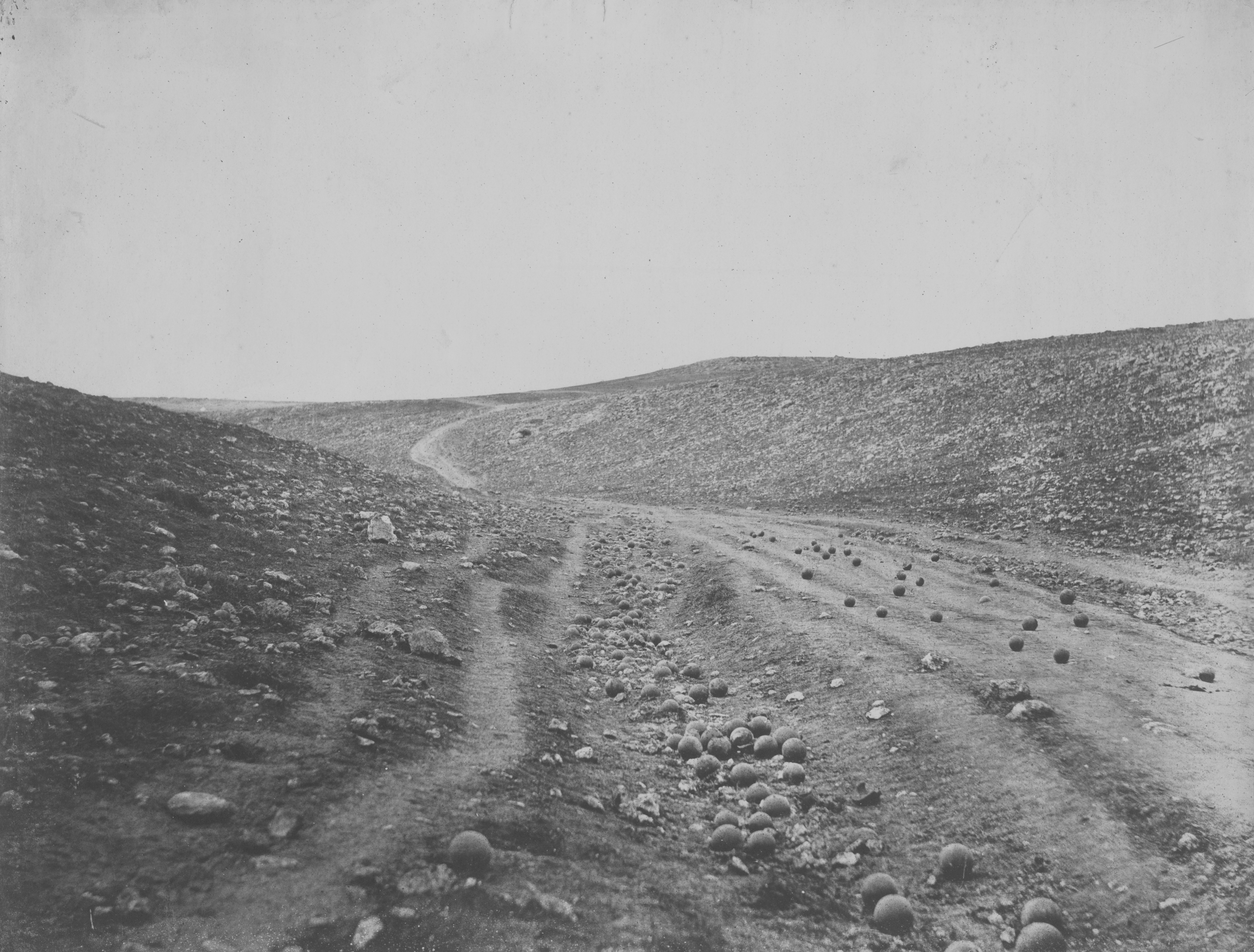
1855년, 로저 펜튼(Roger Fenton)이 촬영한 <죽음의 그림자 계곡(Vally of the Shadow of Death)>

전쟁 사진을 공식적으로 촬영하고자 한 첫 사례는, 크림 전쟁 시기 영국 정부가 로저 펜튼(Roger Fenton)에게 요청한 크림 전쟁의 사진 촬영이었다. 최초의 공식 전쟁 사진가인 로저 펜튼의 원정대는 1855년 2월 영국 정부의 요청대로 크림 전쟁에서의 사진을 촬영하였다. 이러한 첫 공식 전쟁 사진의 목적은 영국 국민의 전쟁에 대한 부정적 여론을 잠재우고 당시 타임지의 전쟁에 대한 비판적인 보도에 대응하기 위한 것이었다. 그렇기에 크림전쟁 당시 타임지의 기사가 매우 충격적으로 전쟁을 묘사한 것과 반대로, 로저 펜튼(Roger Fenton)의 사진은 매우 정적인 전쟁의 모습을 보여주었다.
크림 전쟁 시기에도 사진 기술의 한계로 인해 전쟁의 동적인 측면을 촬영하는 것은 제한되었다. 그렇기에 로저 펜튼은 주로 풍경과 같이 정적인 장면을 촬영하였다. 그가 찍은 사진 중 가장 유명한 이미지인 '죽음의 그림자 계곡(Vally of the Shadow of Death)이 로저 펜튼이 크림 전쟁 사진 촬영 중에 찍은 것이다.

### 전쟁사진의 발전
로저 펜튼(Roger Fenton)이 1855년에 크림 반도를 떠난 뒤, 그해 9월부터 제임스 로버트슨(James Robertson)과 펠리체 베아토(Felice Beato)가 뒤를 이어 영국 정부의 요청으로 전쟁 사진을 촬영하였다. 로저 펜튼이 전쟁의 위엄있는 모습을 중심으로 촬영한 것과는 대조적으로 펠리체 베아토와 제임스 로버트슨은 1855년 9월 세바스토폴 요새의 함락처럼 전쟁의 파괴적인 측면을 중심으로 촬영하였다.

1858년 펠리체 베아토(Felice Beato)가 촬영한 <시칸다르 바그 궁전 폐허페허(Ruins of Sikandar Bagh)> 전쟁의 파괴적인 모습을 담기 위해 반군의 시체들을 의도적으로 재배치했다.

1858년 2월,  제임스 로버트슨(James Robertson)과 펠리체 베아토(Felice Beato)는 1857년 발발한 세포이 항쟁을 기록하기 위해 콜카타로 이동했다. 그들은 그곳에서 최초로 시체를 사진에 담았다. 펠리체  베아토(Felice Beato)는 전쟁의 파괴적인 측면을 강조하기 위해 페허가 된 시칸다르 바그 궁전(Ruins of Sikandar Bagh) 사진 속 반군들의 시체를 의도적으로 옮긴 것으로 알려졌다.

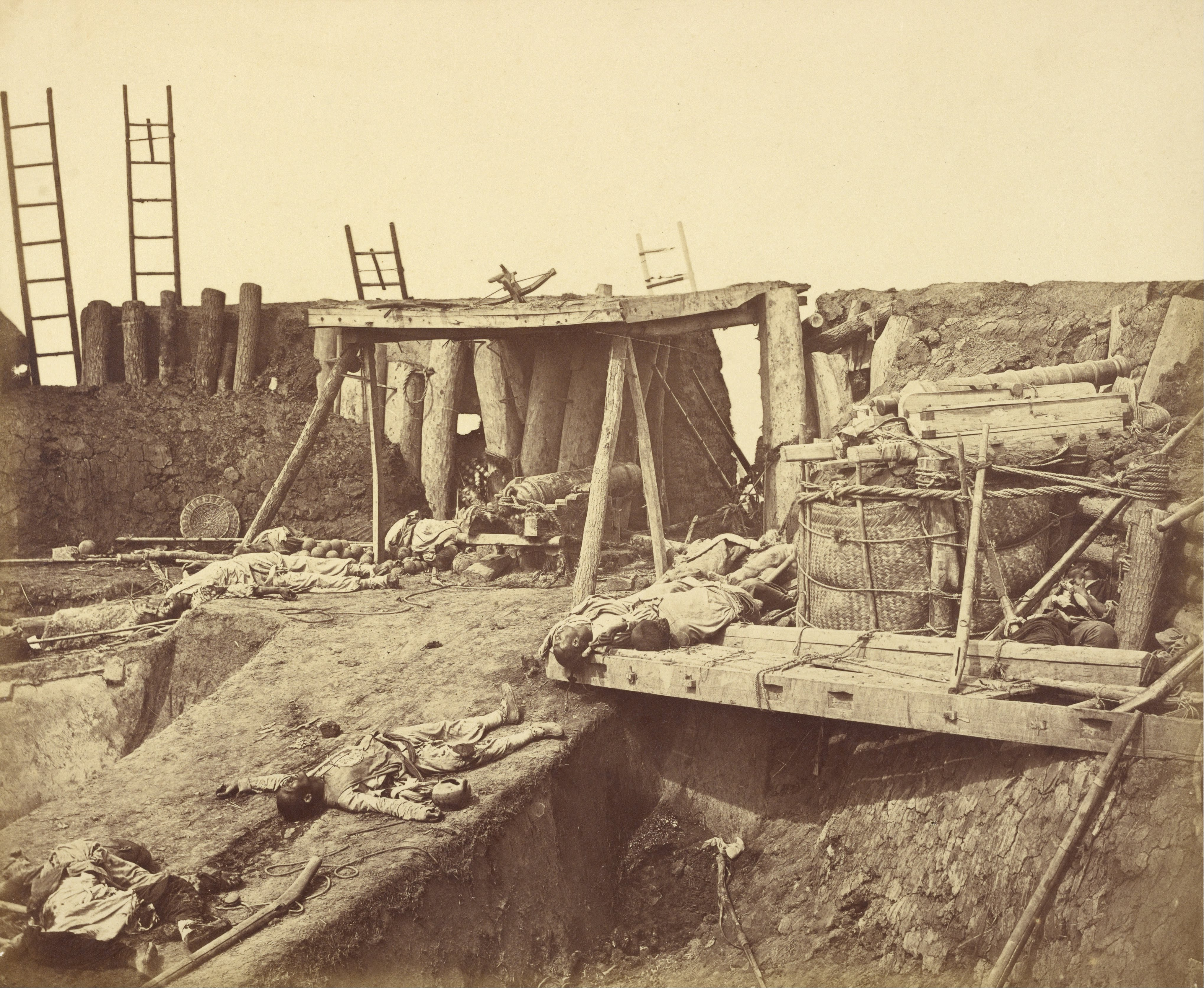
1860년 펠리체 베아토(Felice Beato)가 촬영한 <다구포대 내부(Interior of Fort Taku)>

1860년, 펠리체 베아토(Felice Beato)는 영국 정부와의 파트너십을 그만둔 드; 제2차 아편 전쟁 동안의 영국-프랑스 연합군의 상황을 사진으로 기록했다. 펠리체 베아토(Felice Beato)가 촬영한 제2차 아편 전쟁 사진은 군사 작전이 전개되는 과정을 처음으로 기록한 것이었으며 그가 찍은 다구포대 사진은 포대로의 접근, 외벽과 포대에 대한 폭격의 영향, 죽은 군인의 시체를 포함하여 포대 내부의 황폐화를 보여줌으로써 전쟁의 파괴적인 모습을 사진에 담아냈다.

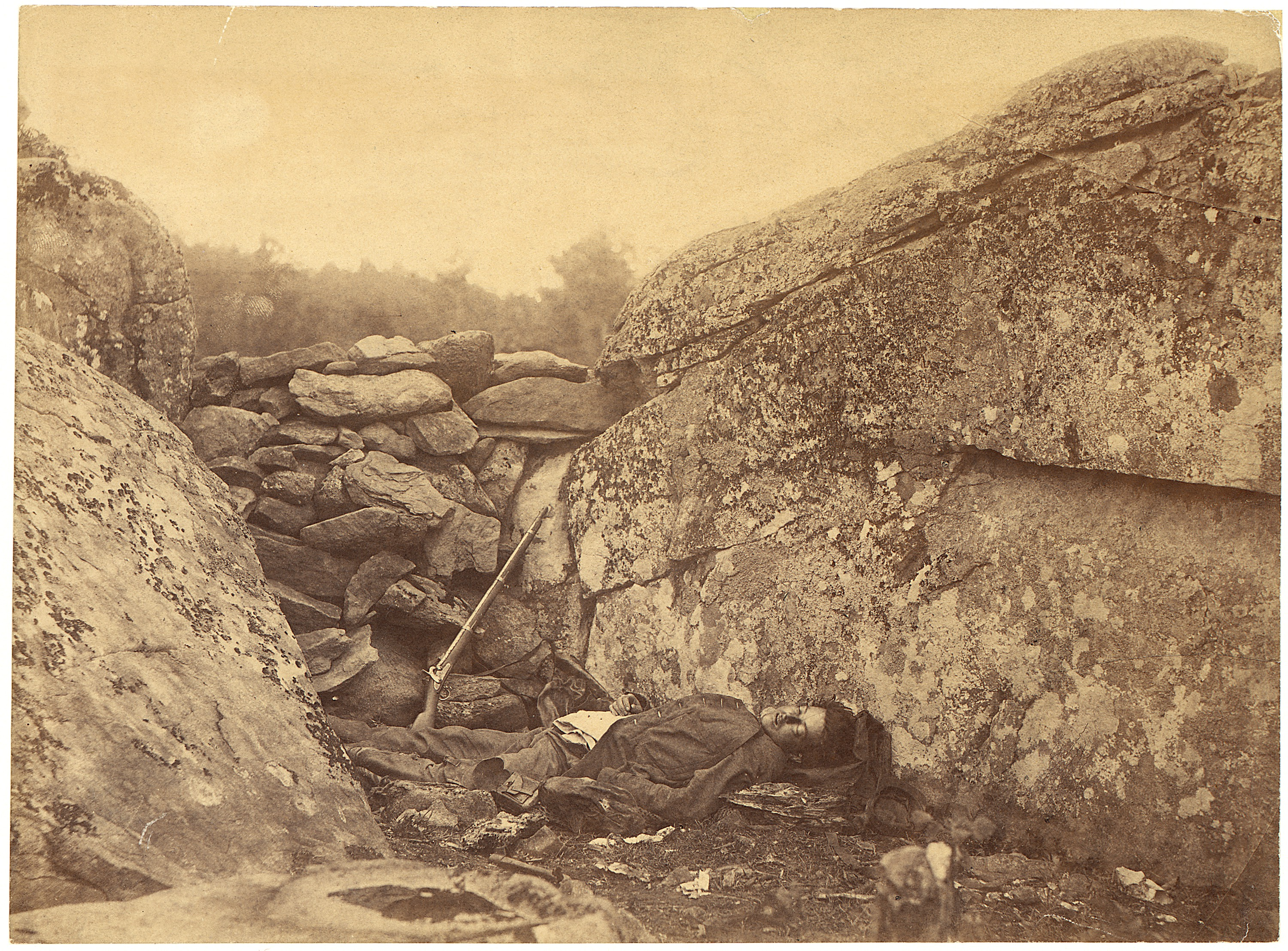
1863년 알렉산더 가드너(Alexander Gardner)가 촬영한 <반란군 명사수의 집(The Home of a rebel Sharpshooter)>

1861년부터 1865년까지 알렉산더 가드너(Alexander Gardner)와 매튜 브래디(Mathew Brady, 미국의 사진작가)는 수천장의 전쟁 사진을 촬영했다. 이들의 촬영은 전쟁이라는 역사적 사건을 공식적으로 기록한 최초의 사례이다. 엄밀히 말하면 존 맥코시(Jhon McCosh)의 사례처럼 각종 전투나 인종 분쟁을 다룬 사례는 이전부터 존재하고 있었으나, 이 사진들은 역사적 사건으로서 전쟁을 기록한 것 보다는 구경꾼의 관점에서 촬영된 것이었으며 기술적인 한계로 인해 일상적인 풍경사진의 유형에서 벗어날 수 없었다. 이에 비해 알렉산더 가드너(Alexander Gardner)와 매튜 브래디(Mathew Brady)는 전쟁을 기록한다는 명확한 목표 하에 철저한 준비를 한 후 전장에 뛰어들었기에 구경꾼이 아닌 기록자의 시각을 보여주고있다. 이들이 촬영한 사진들 중, 알렉산더 가드너(Alexander Gardner)가 1863년 찍은 <반란군 명사수의 집(Home of a Rebel Sharpshooter)>은 매튜 브래디(Methew Brady)의 몇몇 사진과 함께 대중들에게 전쟁의 잔혹함을 잘 전달한 사진으로 평가된다..

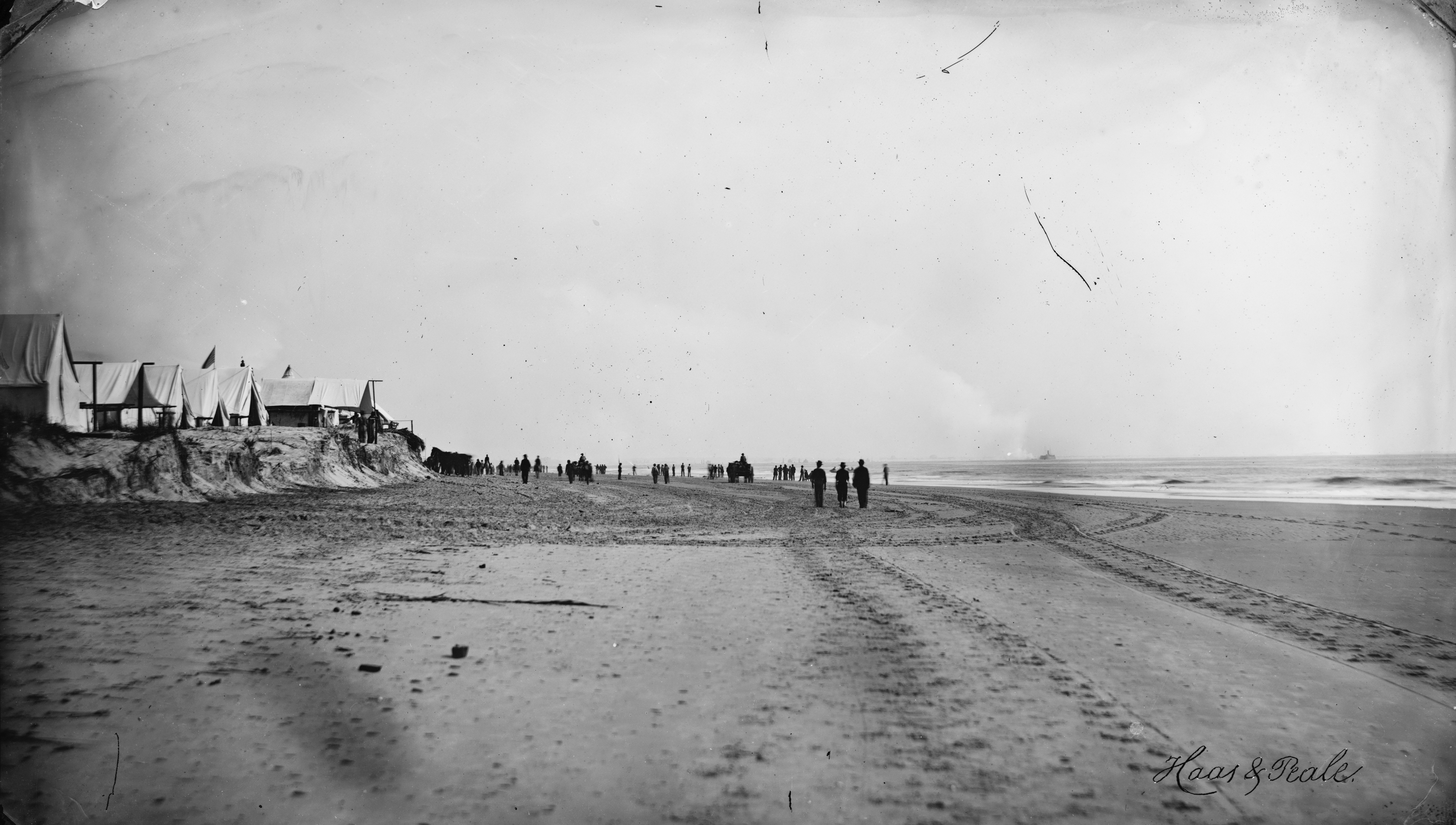
1863년 하스와 필(Hass&Peale)에 의해 촬영된 USS New Ironsides(1862년 취역한 미국의 군함)과 5-모니터급 전함

남북 전쟁 중에 조지 스미스 쿡(George S. Cook, 미국의 사진가)은 찰스턴 근처의 남부 동맹 기지에 대한 연합 포격 중에 실제 전투를 담은 세계 최초의 사진으로 여겨지는 사진을 찍었다. 그의 사진에는 1863년 9월 8일 남쪽 위치에서 발생한 폭발과 북군의 선박이 발포하는 장면을 담고 있다. 당시 북부 사진가 하스와 필(Hass&Peale)은 우연히 1863년 9월 7일 전투에서 USS New Ironsides의 사진을 찍었다.
제 2차 영국-아프간 전쟁간 영국군과 동행한 존 버크(Jhone Burke, 아일랜드의 사진작가)는 처음으로 상업적 판매를 위한 전쟁 사진을 촬영했다.
영국 전쟁 사진가 프란시스 그렉슨(Francis Gregson)은 1896년부터 1898년까지 수단에서 영국-이집트 수단 군사 작전 중 찍은 232장의 사진을 모아 "Khartoum 1898" 이라는 앨범을 만들었다.영국-이집트 수단 부대와 그 장교들의 수많은 사진뿐만 아니라 죽은 적을 약탈하고 수단을 물리치는 사진도 포함되어 있다.

### 20세기의 전쟁사진

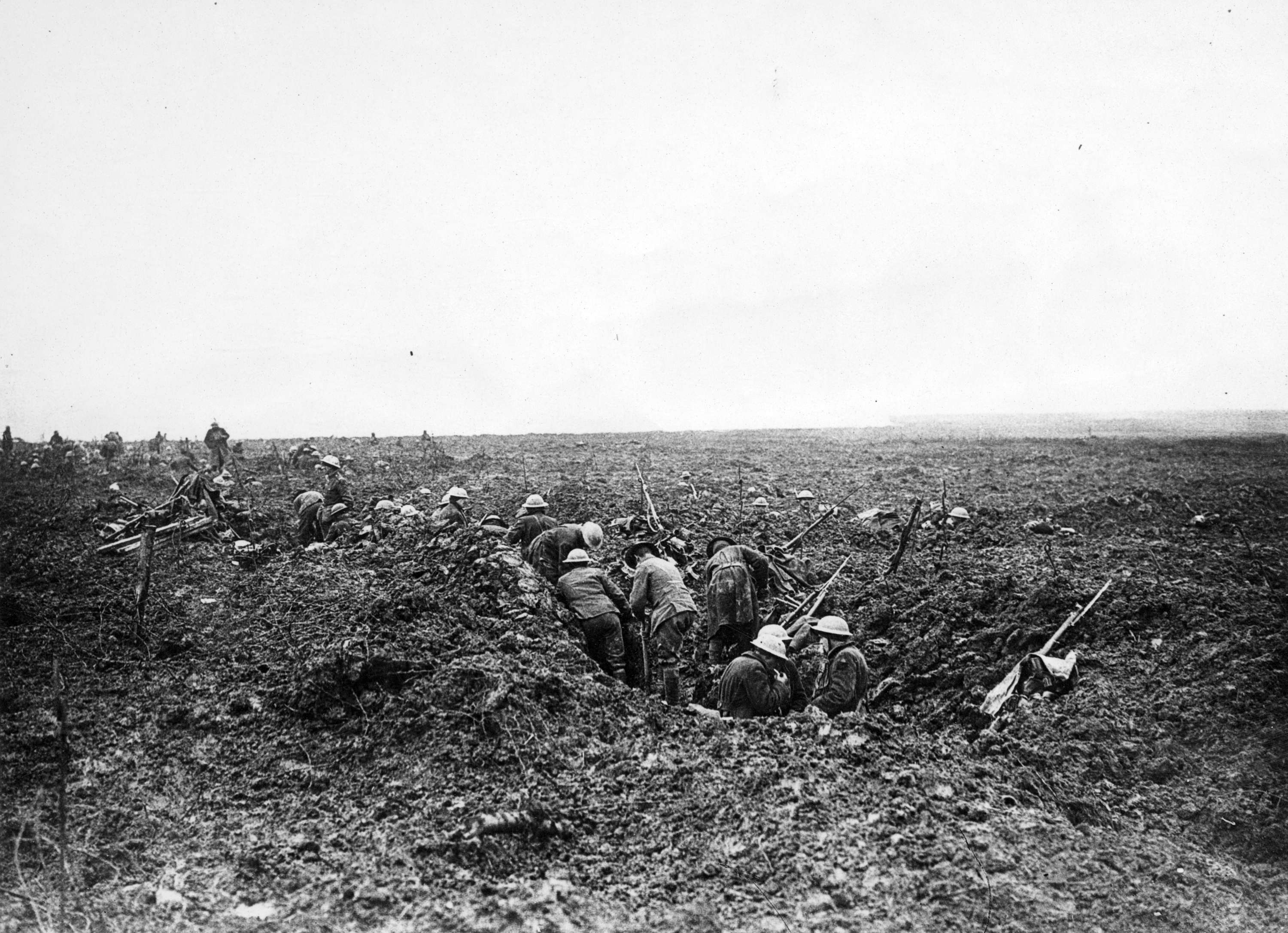
1917년 잭 터너(Jack Turner)에 의해 촬영된 <비미 능선 전투(Battle of Vimy Ridge)>

19세기 말부터 카메라의 성능이 발전되고 있었으나 전쟁의 순간을 포착할 수 있는 성능의 카메라는 제1차 세계대전 즈음이 되어서야 등장했다. 제 1차 세계대전은 군대가 임명한 사진가들에 의해 촬영된 최초의 전쟁이다. 당시 포토저널리즘의 개념이 널리 알려지지는 않았음에도 많은 아마추어 사진가들이 육군과 해군으로 복무하며 카메라를 소지하였으나, 대부분은 검열되거나 공개되지 않았다. 그렇기에 비밀리에 카메라를 전장으로 가져가 사진을 찍기도 하였는데 당시 캐나다의 군인이었던 잭 터너(Jack Turner)가 찍은 사진들이 그 사례이다.
1925년 라이카(Laica) 카메라의 발명 및 상업화로 제2차 세계대전 즈음부터는 전쟁이 사진으로 기록되는 것이 당연할 정도로 전쟁 사진은 보편화 되어갔다.  종군사진가들과 프리랜서 사진가, 그리고 현장의 민간인들과 군인 등 다양한 부류의 사람들이 사진기를 소유했고 전쟁을 촬영함으로써 기록했다. 이러한 전쟁 사진의 보편화 및 확산은 궁극적으로 방대한 양의 사진 보도를 통한 본격적인 포토저널리즘 시대 도래의 기반이 되었다. 즉, 사진은 특정 사건에 대한 방대한 양의 시각 자료가 대중에게 유통될 수 있는 기회였다. 제2차 세계대전 동안의 전쟁 사진의 확산 덕에 대중은 전쟁에 대해 잘 알 수 있게 되었고, 더 나아가 전쟁 사진은 그 시대의 흔적이자 역사적 기록의 역할을 수행하게 되었다. 그러나 이러한 전쟁 사진들의 대부분은 촬영 된 후 바로 검열을 받았기 때문에 즉시 공개되지는 못했었다.

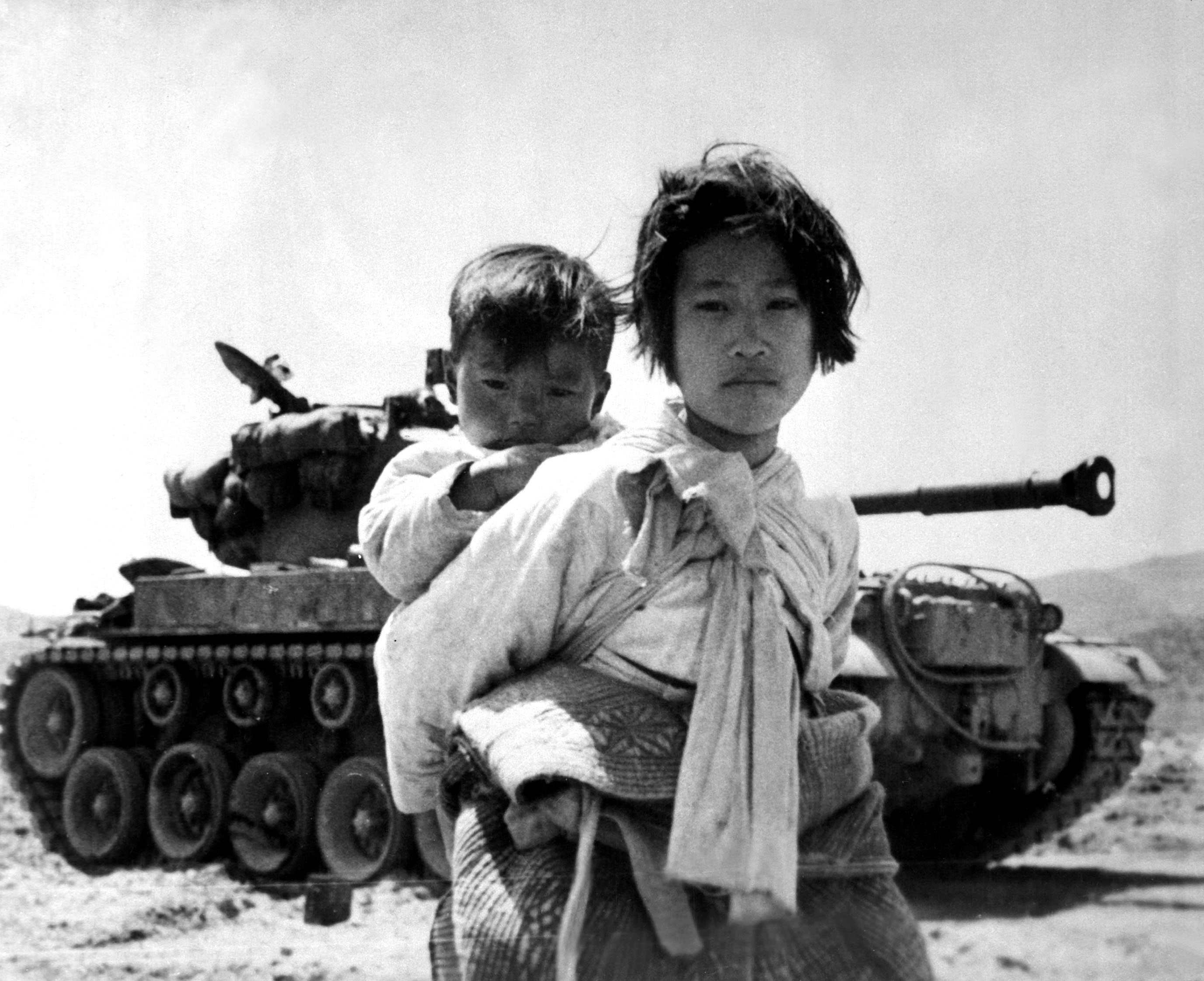
한국 전쟁 당시 촬영된 사진. 작가 미상.

한국 전쟁이 발발하자 미국과 영국의 포토저널리스트들이 한반도로 향했다. 제 2차 세계대전의 사진이 군의 통제와 엄격한 검열을 받은 것에 비해 한국 전쟁 사진가들은 초기에 비교적 자유롭게 사진을 촬영할 수 있었다. 그들은 소규모의 군대를 따라 곳곳을 누비며 군인들이 겪는 신체적, 정신적 경험을 사진에 담았다.

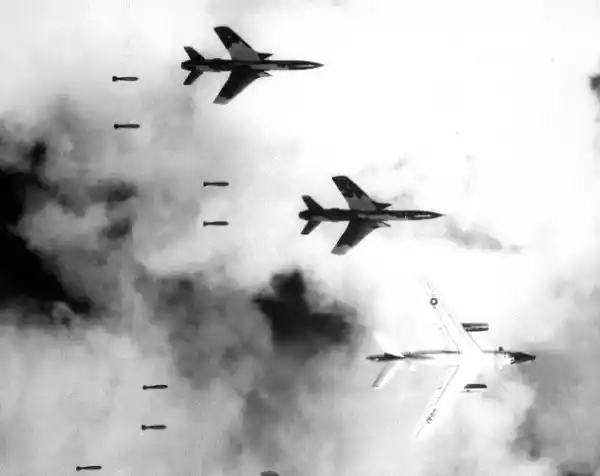
1966년 6월 14일에 촬영된 사진. 북베트남을 폭격 중인 미국 B-66 폭격기와 이를 호위중인 4대의 F-105 전폭기. 작가 미상.

결정적으로 전쟁 사진의 새로운 장을 연 것은 베트남 전쟁이었다. 미국이 전쟁의 승리에 불리한 소식을 전하는 언론에 제약을 가하긴 했으나, 긴 전쟁 기간 동안 사진가와 기자들이 사진촬영의 절대적 자유를 누린 첫번째 전쟁이었다.
이처럼 20세기에는 전문 사진작가들이 대부분의 주요 전쟁 사진을 찍음으로써 취재하고자 하였다. 이러한 취재 과정에서 많은 전문 사진작가들이 전쟁터에서 죽음을 맞이하기도 했는데, 대표적 사례로 로버트 카파(Robert Capa)와 디키 샤펠(Dicky Chapelle)가 있다. 로버트 카파(Robert Capa)는 스페인 내전 , 제2차 중일 전쟁, 파리의 몰락, 1950년대 분쟁 등 많은 전쟁을 취재했으나  1954년 5월 인도차이나에서 지뢰로 사망했다. 포토저널리스트 디키 샤펠(Dicky Chapelle)은 1965년 11월 베트남에서 지뢰에 의해 사망했다.

### 현대의 전쟁사진
이전까지 사진을 촬영할 수 있는 도구는 카메라로 한정되어있었지만, 기술의 발전으로 인해 사진을 촬영할 수 있는 도구가  디지털 카메라, 휴대전화, 드론 등으로 다양해지고있다.특히 카메라와 무선 인터넷 기능을 탑재한 스마트폰의 대중화는 카메라 작가와 감상자의 구분을 모호하게만들었다. 즉, 전쟁 사진을 촬영하던 거의 유일한 주체였던 사진기자/작가뿐만 아니라 전쟁에 노출된 민간인, 군인 등 사진을 찍을 수 있는 기기를 보유중인 모두가 전쟁 사진을 촬영할 수 있게 되었다.

## 전쟁사진과포토저널리즘[1]
전쟁 사진은 언론에서 사진이나 그림에 중점을 두어 보도하는 것을 말하는 포토저널리즘(photojournalism)의 한 갈래이다. 전쟁 사진의 개념은 '전쟁을 전달하는 가장 정확한 매체로서, 일반 대중에게 전황을 전달하는 등 정보를 제공하는 것을 가장 큰 목적으로 삼는, 전쟁의 모습을 담은 사진'이다. 전쟁 사진의 개념에서도 나타나듯이 전쟁 사진의 가장 큰 목적이 사진을 통한 정보 전달이기에 포토저널리즘의 한 갈래로 보는 것이 타당하다.
더불어 포토저널리즘은 전쟁 사진으로부터 시작되었다. 신문에 사용된 첫 번째 사진이 1848년 6월 25일에 촬영된 당시 파리의 바리케이드 사진이었으며, 크림 전쟁 동안에 ILN(The Illustrated London News)은 로저 펜튼(Roger Fenton)이 찍은 전쟁 사진을 실음으로써 포토저널리즘의 첫 걸음을 내딛었다. 당시의 사진 기술이 좋지 않았음에도  전쟁 내내 전쟁 사진이 신문이나 정기 간행물에 인쇄되는 것은 꽤 흔한 일이었다고 한다. 포토저널리즘의 황금기라고 여겨지는 1930-1950년대에도 전쟁 사진은 포토저널리즘과 함께했다. 1925년 라이카(Laica) 카메라의 발명 및 상업화로 제2차 세계대전 즈음부터는 전쟁이 사진으로 기록되는 것이 당연할 정도로 전쟁 사진은 보편화 되어가고 있었다.  전쟁과 관련된 다양한 부류의 사람들이 사진기를 소유했고 전쟁을 촬영함으로써 기록했다. 이러한 전쟁 사진의 보편화 및 확산은, 포토 에세이의 유행과 맞물려 궁극적으로 방대한 양의 사진 보도를 통한 본격적인 포토저널리즘의 시대 도래의 기반이 되었던 것이다.

## 유명한 전쟁 사진[26][27]

### 20세기 이전

20세기 이전
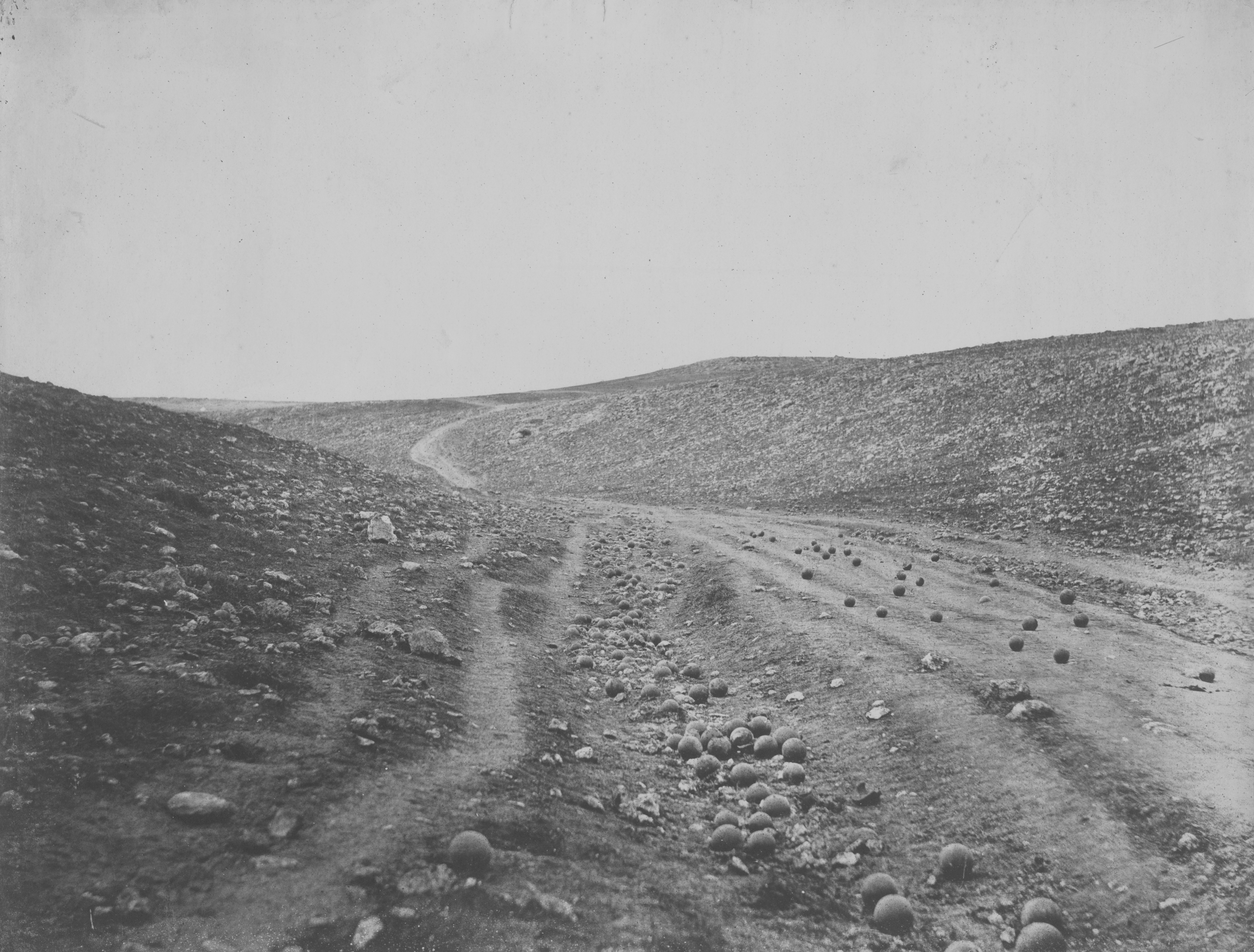
1855년, 로저 펜튼(Roger Fenton)이 촬영한 <죽음의 그림자 계곡(Vally of the Shadow of Death)>
1858년 펠리체 베아토(Felice Beato)가 촬영한 <시칸다르 바그 궁전 폐허페허(Ruins of Sikandar Bagh)>
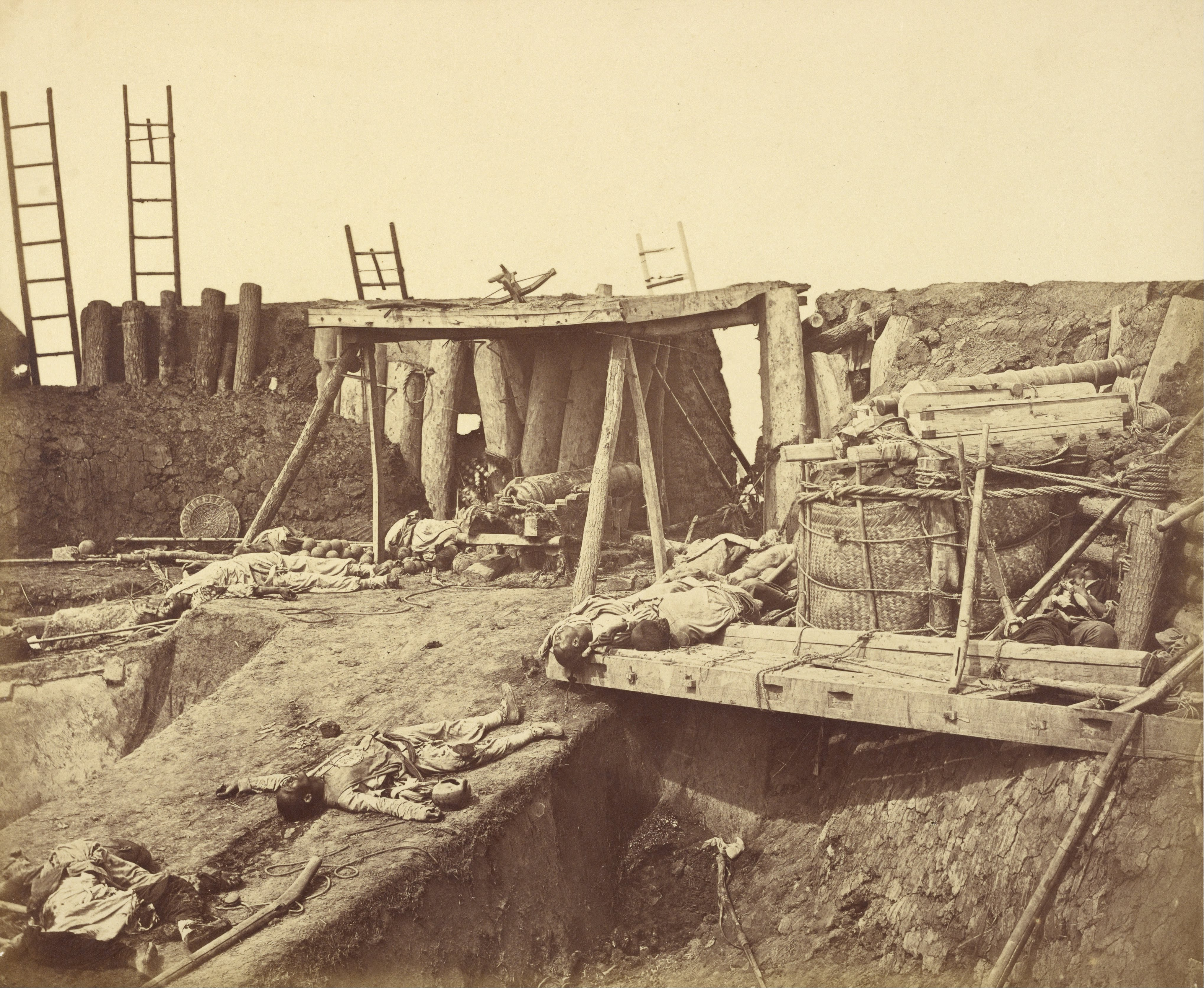
1860년 펠리체 베아토(Felice Beato)가 촬영한 <다구포대의 내부(Interior of Fort Taku)>
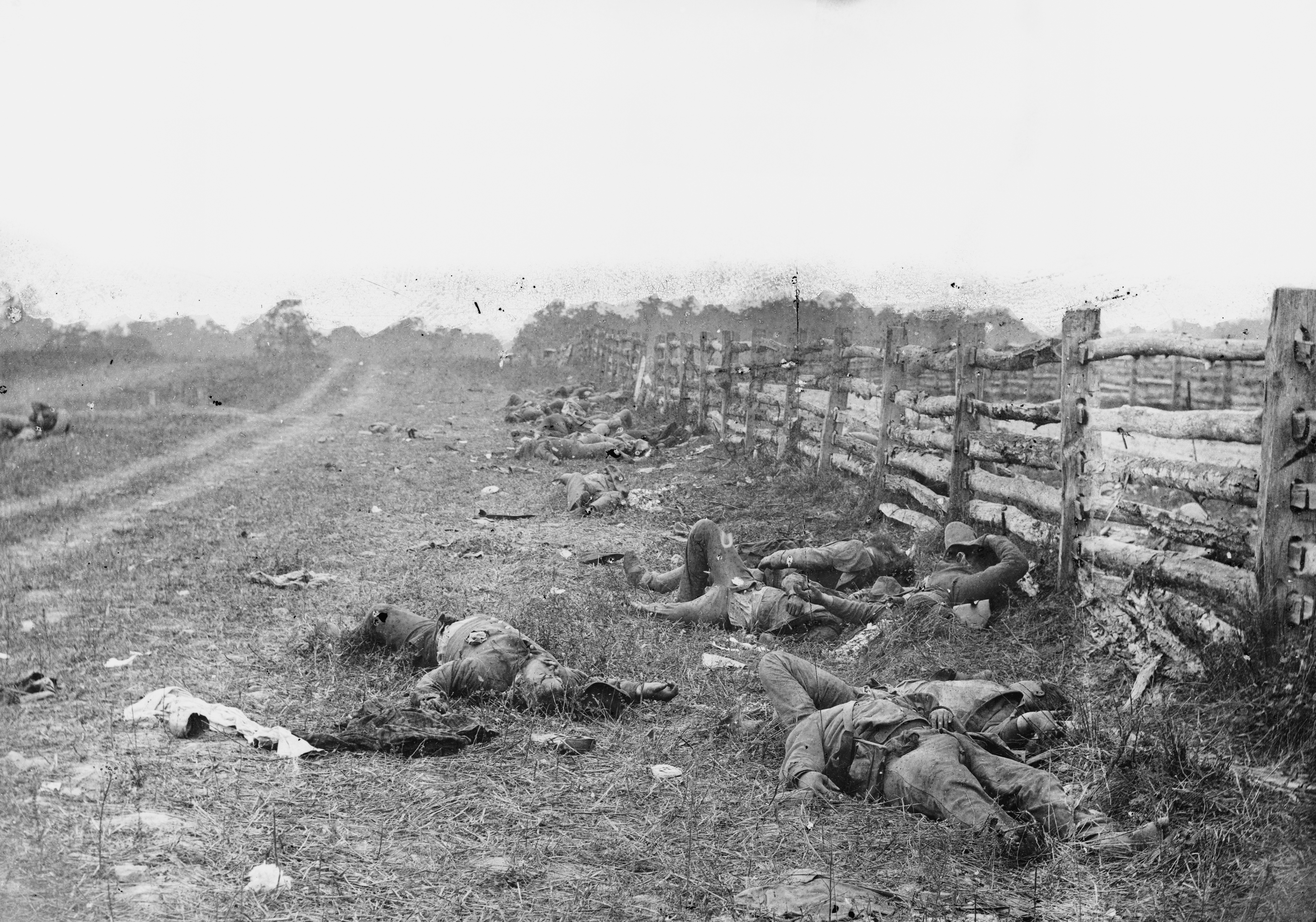
1862년 알렉산더 가드너(Alexander Garnder)에 의해 촬영된 <엔티텀 전장의 시체들(Bodies on the battlefield at Antietam)>
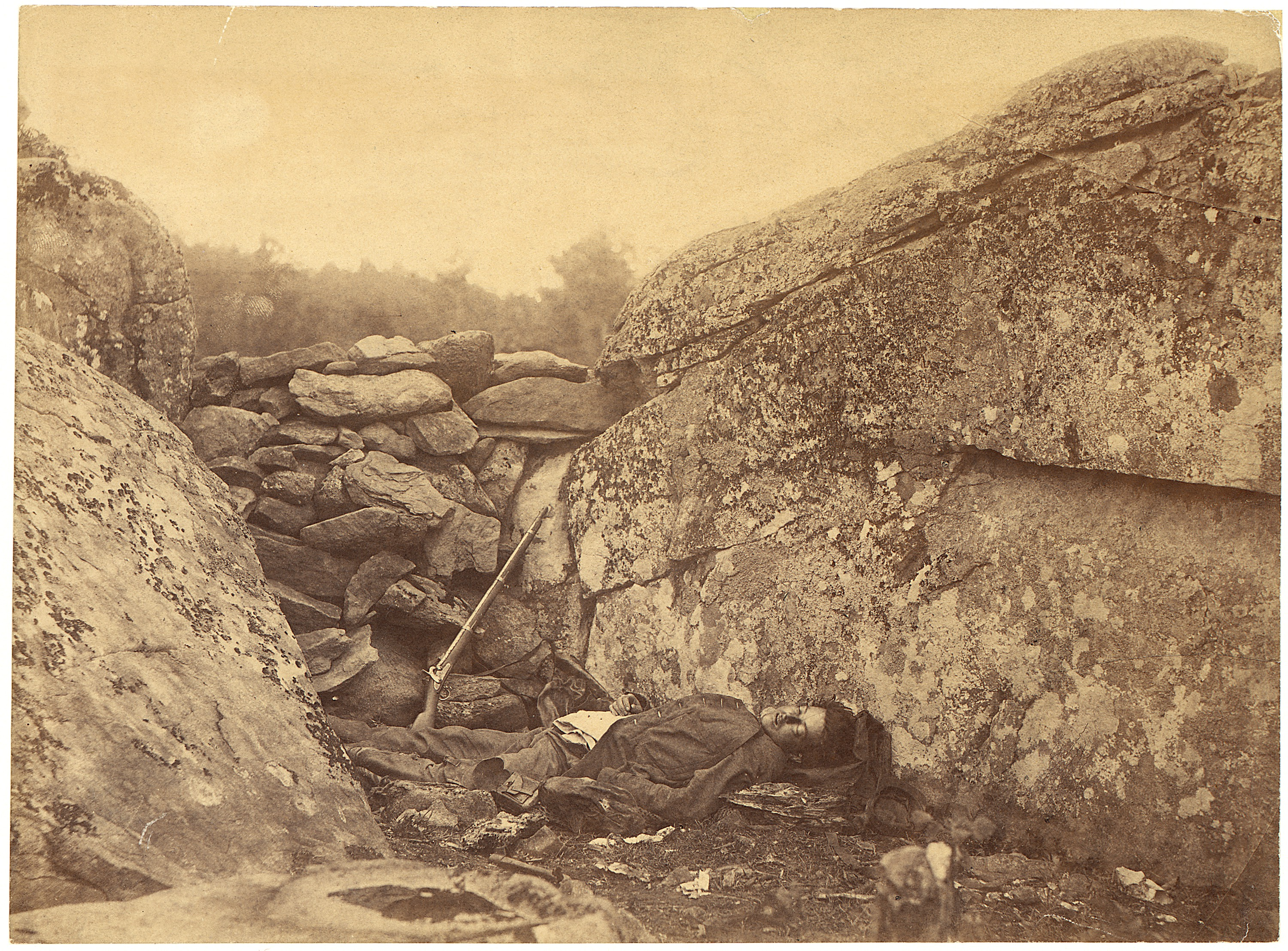
1863년 알렉산더 가드너(Alexander Gardner)가 촬영한 <반란군 명사수의 집(The Home of a rebel Sharpshooter)>
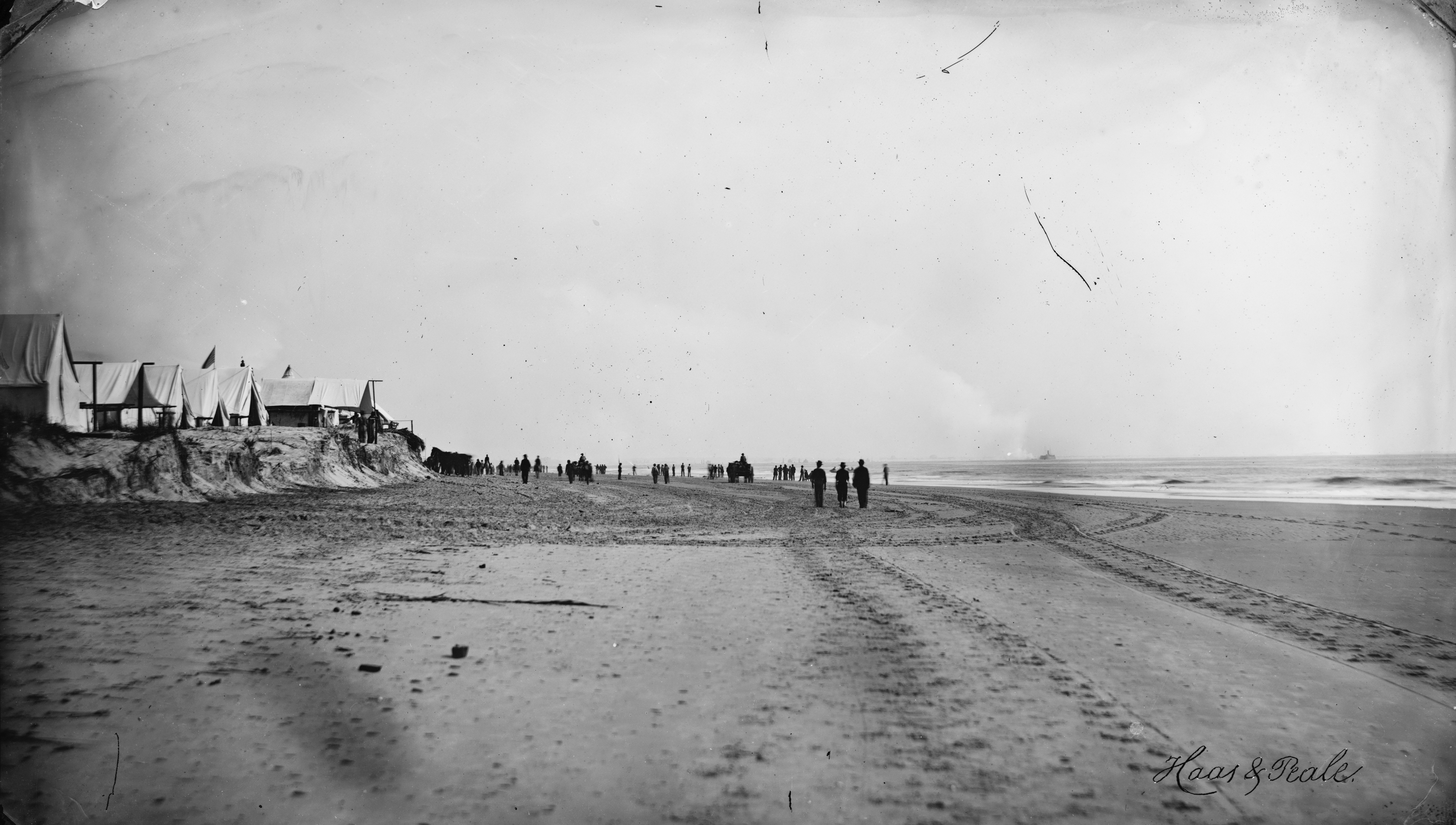
1863년 하스와 필(Hass&Peale)에 의해 촬영된 USS New Ironsides(1862년 취역한 미국의 군함)과 5-모니터급 전함

### 20세기 이후

20세기 이후
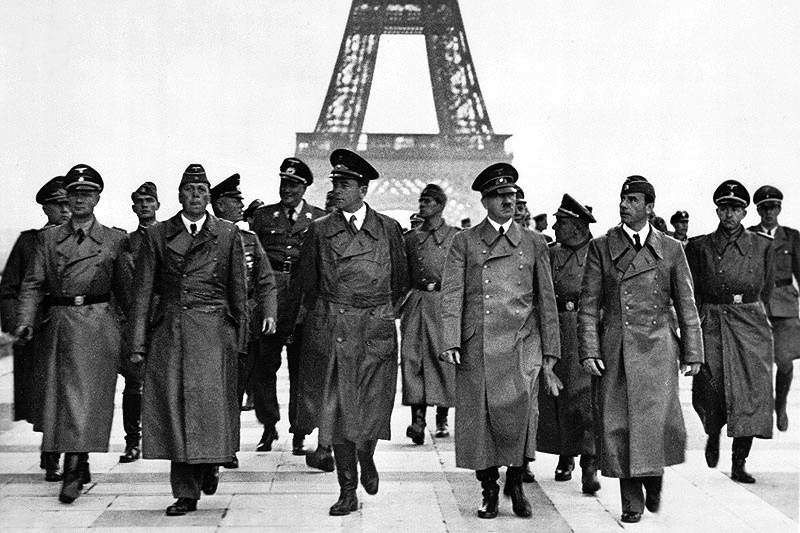
1940년 Heinrich Hoffmann이 촬영한 <Hitler Visiting Paris landmarks>
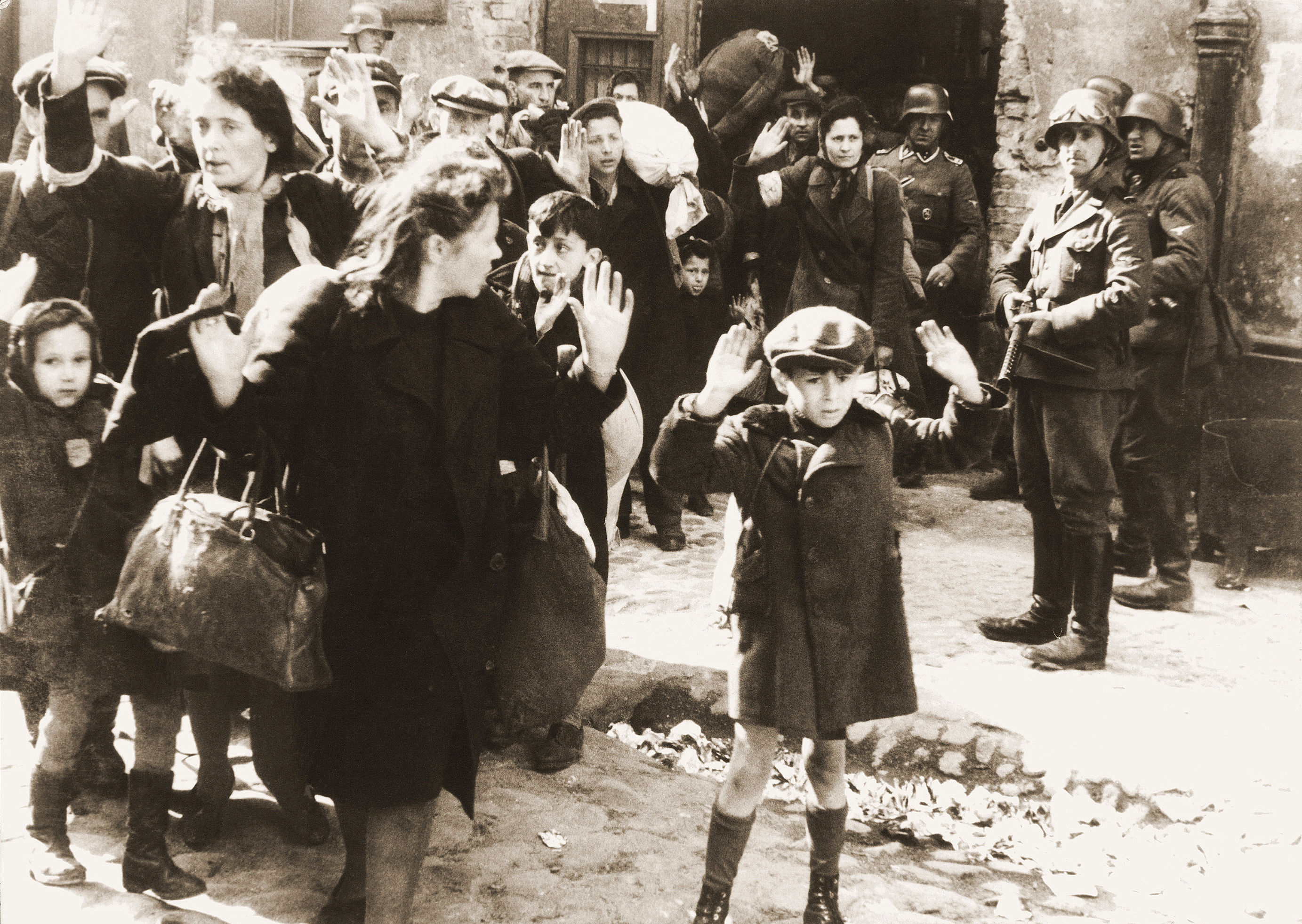
1943년 Franz Konradd가 촬영한 <바르샤바 게토의 소년(Warsaw Ghetto Boy)>
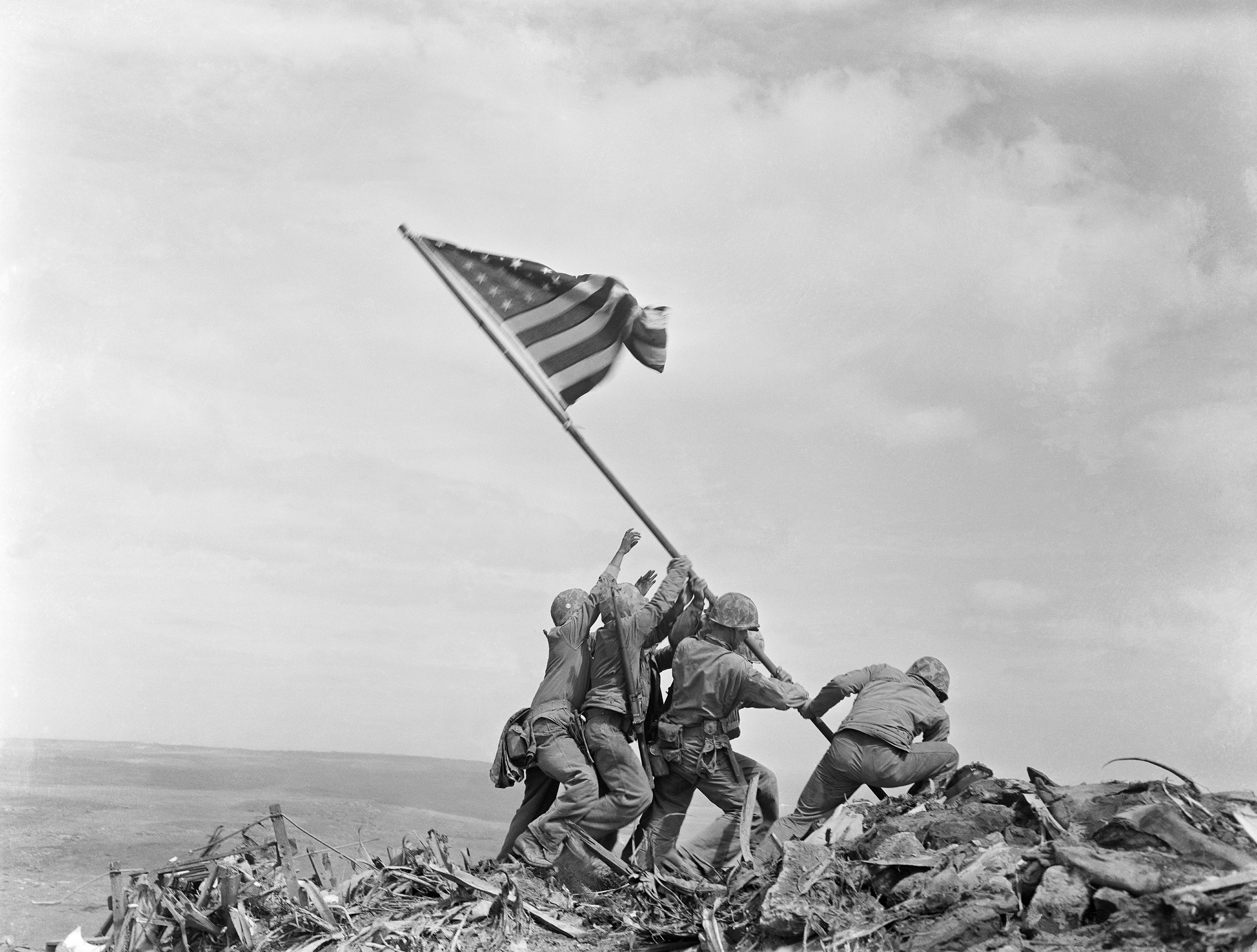
1945년 Joe Rosenthal가 촬영한 <이오지마의 성조기(Rasing the Flag on Iwo Jima)>
1945년  알프레드 아이젠슈테트(Alfred Eisenstaedt)가 촬영한 <V-J Day in Times Square>
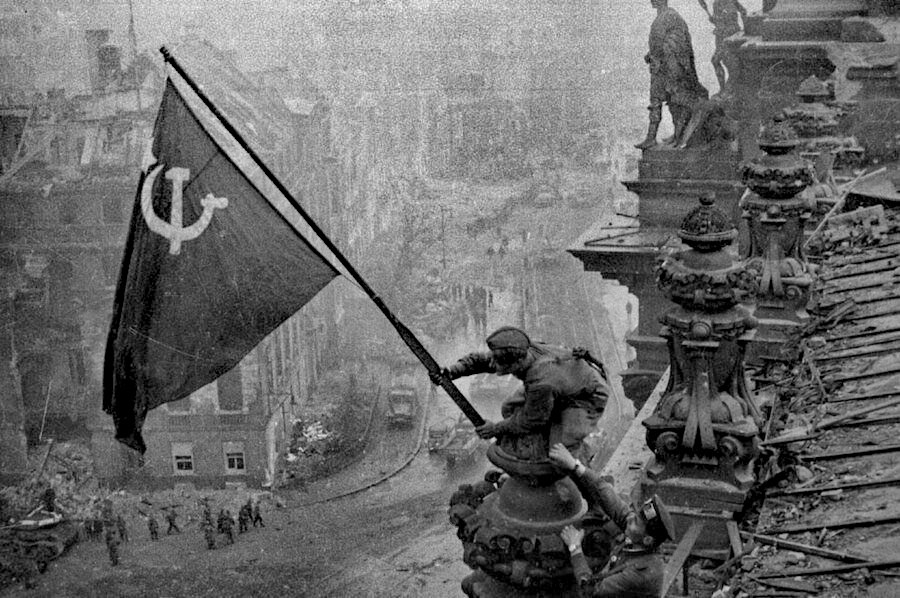
1945년 예브게니 칼데이(Yevgeny Khaldei)가 촬영한 <국회의사당에 깃발 게양(Rasining a Flag over the Reichstag)>
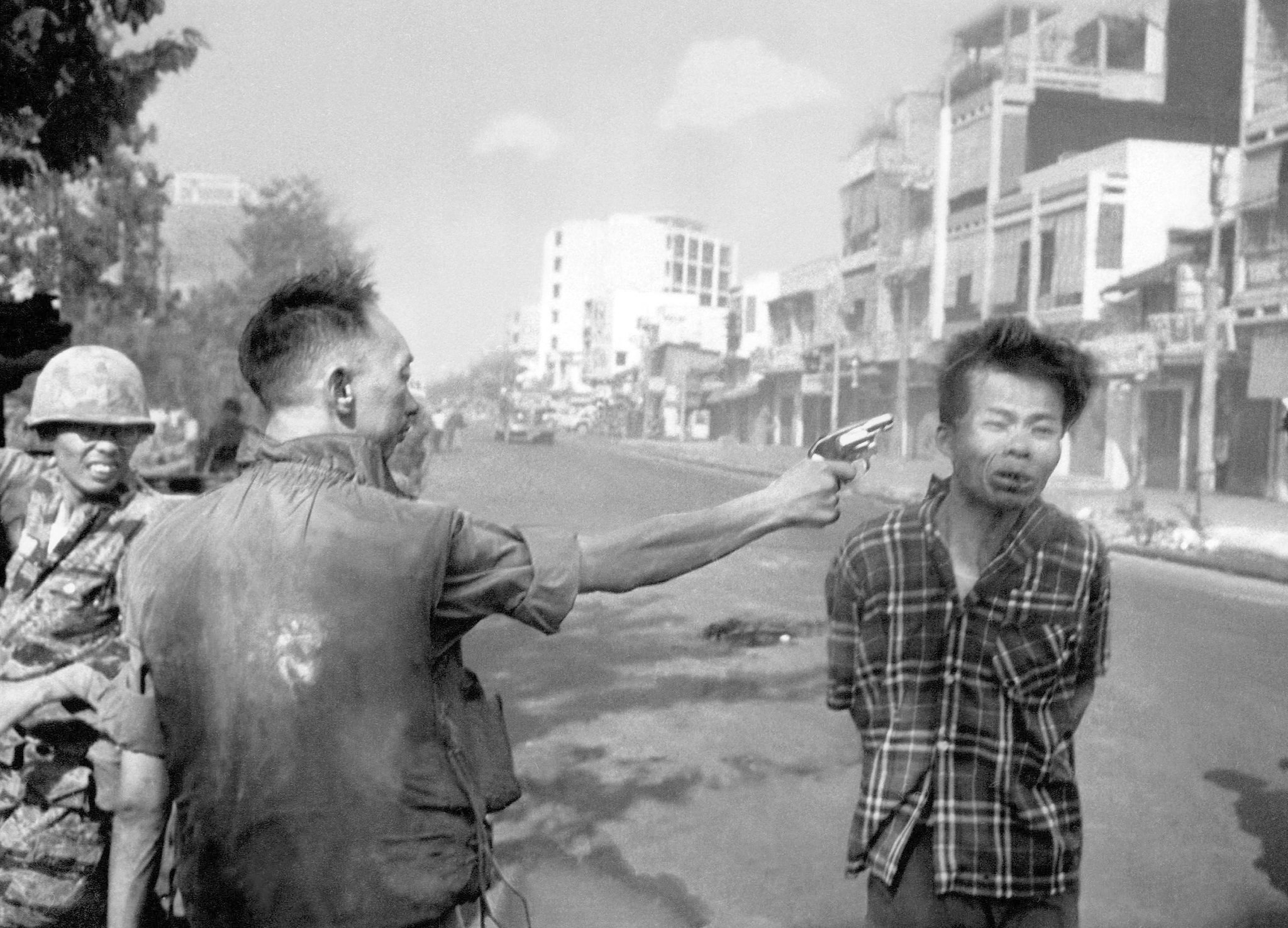
1968년 에디 아담스(Eddie Adams)가 의해 촬영한 <사이공 처형(Saigon Execution)>

- 1972년 닉 우트(Nick Ut)가 촬영한 <네이팜 걸(Napalm Girl)> : 1973년 퓰리처상 수상

- 1989년 베이징에서 촬영된 <Tank Man>

- 2003년 크리스 혼드로스(Chris Hondros)가 촬영한 <Joseph Duo in Battle>

## 유명한 전쟁 사진가[28]

### 은퇴하거나 사망한 전쟁 사진가
- 로저 펜튼(Roger Fenton, 18191869)
- 매튜 브래디(Mathew Brady, 1822~1896)
- 알렉산더 가드너(Alexander Gardner, 1821~1882)
- 어니스트 브룩스(Ernest Brooks, 1876~1957)
- 마가릿 버크-화이트(Margaret Bourke-White, 1904~1971)
- 리 밀러(Lee Miller, 1907~1977)
- 로버트 카파(Robert Capa, 1913~1954)
- W. 유진 스미스(. Eugene Smith1, 918-1978)
- 게르다 타로(Gerda Taro, 1920-1937)
- 필립 존스 그리피스(Philip Jones Griffiths, 1936~2008)
- 닉 우트(Nick Ut, 1951~)
- 돈 매컬린 경(Sir Don McCullin, 1959~)

### 활동 중인 전쟁 사진가
- 수잔 메이젤라스(Susan Meielas) : 미국 국적의 사진작가. 인권, 문화적 정체성 문제, 성매매에 초점을 맞춘 전쟁 사진을 촬영한다. Magnam Photos에 소속되어 있다.
- 데니스 시냐코프(Denis Sinyakov) : 주로 러시아와 우크라이나에서 활동하는 프리랜서 사진작가, 촬영 감독.
- 린지 아다리오(Lynsey Addario) : 미국 국적의 포토저널리스트. 주로 분쟁과 인권 문제에 초점을 맞춘 전쟁 사진을 촬영한다.
- 에만 헬랄(Eman Helal) :  미국과 중동, 아프리카에서 촬영한 경력이 있는 이집트 국적의 포토저널리스트.
- 모이세스 사만(Moises Saman) : 이라크와 아프가니스탄에서의 촬영으로 유명한 사진작가. 수잔 메이젤라스와 함께 Magnam Photos 소속이다.
- 캐롤 구지(Carol Guzy) : 니콘 홍보대사이며 내셔널 지오그래픽과 협업하고, 다수의 퓰리처상을 수상한 사진작가.
- 샤히둘 알람(Shahidul Alam) : 다수의 수상 경력이 있는 방글라데시 국적의 포토저널리스트로 평생을 사회 운동과 다큐멘터리에 바쳤다고 알려졌다.
- 캐롤린 콜(Carolyn Cole) : 퓰리처상을 수상한 경력이 있는 사진작가. LA Times 소속이다.
- 주앙 실바(Joao Silva) :  포르투갈 국적의 사진작가. 아프가니스탄에서 미군과 함께 이동하던 중 지뢰를 밟아 양쪽 다리를 잃었으나, 재활 후 다시 사진작가로 일하고 있다.
- 제임스 나흐트웨이(James Nachtwey): 여러 차례의 수상 경력이 있는 미국 국적의 사진작가.

## 같이 보기
- 포토저널리즘
- 사진술
- 종군 기자
- 카메라

## 참고문헌
- 김민정, 박정기.(2014).미디어 환경 변화에 따른 정보 문화 콘텐츠 시각화 방안 연구.한국과학예술융합학회,15(),59-59.
- 김성민 ( Sung Min Kim ). "인터넷 포토저널리즘의 스토리텔링 방식 연구." AURA 0.20 (2009): 74-82. 미국의 인터넷 신문과 포토저널리즘 사이트를 중심으로.
- 김윤정. "다큐멘터리로서의 한국전쟁 사진." 국내석사학위논문 서울대학교 대학원, 2009. 서울
- 김윤정. "시각 문화로서의 한국 전쟁 사진." 한국근현대미술사학 21.- (2010): 111-129.
- 이동률, 양기성, 양종훈 and 이상은. (2017). 드론을 활용한 포토저널리즘에 관한 연구 -재난현장을 중심으로-. AURA, 38, 34-43.